# Microchirus
A Microchirus a csontos halak (Osteichthyes) főosztályának a sugarasúszójú halak (Actinopterygii) osztályába, ezen belül a lepényhalalakúak (Pleuronectiformes) rendjébe és a nyelvhalfélék (Soleidae) családjába tartozó nem.

## Rendszerezésük
A nembe az alábbi 7 faj tartozik:
- Microchirus azevia (de Brito Capello, 1867)
- Microchirus boscanion (Chabanaud, 1926)
- Microchirus frechkopi Chabanaud, 1952
- Microchirus ocellatus (Linnaeus, 1758)
- Microchirus theophila (Risso, 1810)
- Microchirus variegatus (Donovan, 1808)
- Microchirus wittei Chabanaud, 1950